# Dalí (film 1990)
Dalí è un film del 1990 diretto da Antoni Ribas e basato sulla vita del pittore spagnolo Salvador Dalí.